# Al-Abbas
Al-Abbas (arab. العباس) – miejscowość w Syrii, w muhafazie Dajr az-Zaur. W 2004 roku liczyła 2314 mieszkańców.